# Xtreme Soccer League
La Xtreme Soccer League (XSL) fou una competició futbolística indoor disputada per clubs dels Estats Units que estigué activa entre 2008 i 2009. Hi prengueren part quatre equips de la Major Indoor Soccer League.

## Historial
Fonts:
| Temporada | Campió           | Segon              |
| --------- | ---------------- | ------------------ |
| 2008-09   | Detroit Ignition | New Jersey Ironmen |

## Equips participants

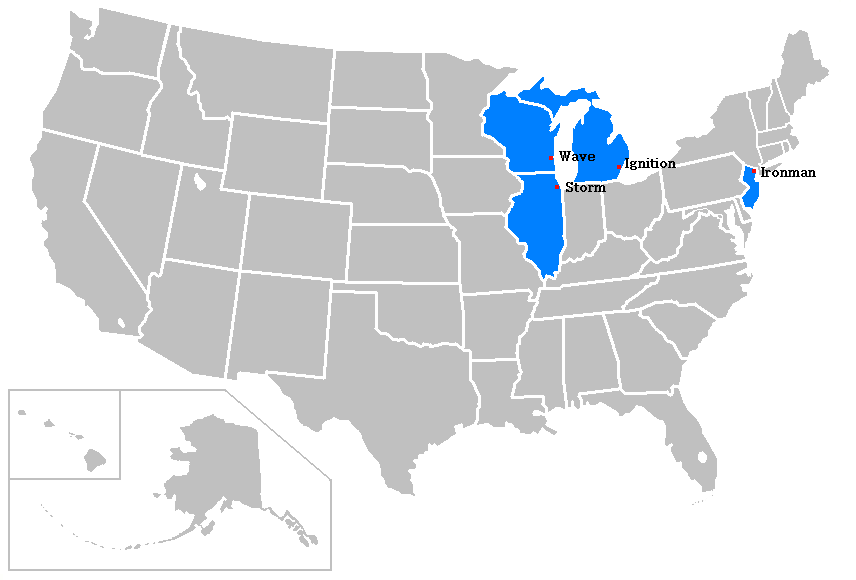
Equips participants.

- Chicago Storm
- Detroit Ignition
- Milwaukee Wave
- New Jersey Ironmen